# لوتیراستام
لِـوِتیراستام (انگلیسی: Levetiracetam) با نام تجاری کِـپرا (Keppra) دارویی است که در درمان صرع به‌کار می‌رود. این دارو در درمان صرع‌های پارشیال، میوکلونیک و تونیک-کلونیک کاربرد دارد و اس-انانتیومرِ مادهٔ شیمیایی اتیراستام است.
این دارو خوراکی به ۲ صورت قرص‌های سریع‌الاثر و قرص‌های آهسته رَهش در دسترس است. این دارو فرم تزریقی هم دارد که به صورت داخل وریدی تجویز می‌شود. یک نمونهٔ ژنریک آن از نوامبر ۲۰۰۸ میلادی در ایالات متحده آمریکا و از سال ۲۰۱۱ در بریتانیا موجود است.

## موارد مصرف
این دارو برای درمان تشنج‌های پارشیال (فوکال)، میوکلونیک و تونیک-کلونیک تجویز می‌شود. تجویز آن به عنوان داروی کمکی در درمان صرع پارشیال (فوکال)، منجر به کاهش بیش از ۵۰٪ تشنج‌ها می‌شود.
لِـوِتیراستام گاهی به صورت خارج از دستور (off-label) در درمان بحران صرعی و همچنین به‌عنوان درمان پیشگیری‌کننده از تشنج در موارد خونریزی زیر عنکبوتیه بکار رفته‌است.
این دارو به‌طور بالقوه، اثرات سودمندی در درمان سندرم توره، اختلال اضطراب و بیماری آلزایمر داشته‌است. با این وجود، چون جدی‌ترین عارضه‌اش اختلالات رفتاری است، نسبت منافع به مخاطرات آن (benefit-risk ratio) به‌درستی مشخص نیست.

### در دوران حاملگی
در دوران بارداری، این دارو در گروه C قرار می‌گیرد. مطالعات انجام‌شده بر روی موش‌های صحرایی، نشان داده‌است که در صورت مصرف آن در دوران بارداری و شیردهی، با حداکثر دوز توصیه‌شدهٔ انسانی، اختلالات اسکلتی خفیفی در نوزاد محتمل است.

### سالمندان
یک مطالعه که نتایجش در مجلهٔ «پژوهش صرع» منتشر شد، نشان داد که تفوت چندانی از لحاظ میزان بروز عوارض میان جوانان و سالمندان مبتلا به اختلالات دستگاه عصبی مرکزی موجود نیست.

### کودکان
این دارو را می‌توان با احتیاط در کودکان بالای ۴ سال استفاده کرد. اما مشخص نیست که مصرف آن در سن زیر ۴ سالگی خطری دارد یا خیر.

### در حضور، نارسایی کلیوی
دوز این دارو در افرادی که به هر دلیل، نقص عملکردی در کلیه‌ها دارند، باید به‌دقت تنظیم و کنترل شود.

### در حضورِ نارسایی کبدی
در افرادی که نارسایی کبدی دارند، هیچ نیازی به تنظیم دوز لِـوِتیراستام وجود ندارد.

## تداخلات دارویی
لوتیراسام با سایر داروها ، از جمله سایر داروهای ضدتشنج تداخل ندارد ، یا اگر داشته باشد ، تعداد آنها بسیار اندک است . این دارو هیچ تعاملی با لیتیوم ندارد .
لِـوِتیراستام تداخل دارویی خاصی با سایر داروها ندارد.

## مکانیسم اثر
اینکه لِـوِتیراستام چگونه باعث قطع تشنج‌ها می‌شود، مشخص نیست؛ اما به هر صورت این دارو به پروتئین SV2A متصل می‌شود که یک گلیکوپروتئین وزیکولی سیناپسی است و مجاری کلسیمی پیش‌سیناپسی را مهار می‌کند و بدین ترتیب، برون‌رانی پیام‌رسان‌های شیمیایی اعصاب کاهش می‌یابد. به نظر می‌رسد که این دارو، جلوی گسیل و انتشار تکانه‌های الکتریکی اعصاب را می‌گیرد.